# El Mercado
El Mercado (en valenciano El Mercat) es un barrio de la ciudad de Valencia (España), perteneciente al distrito de Ciutat Vella. Está situado en el centro de la ciudad y limita al norte con El Carmen, al este con La Seu, al sur con San Francisco y al oeste con El Pilar. Su población en 2009 era de 3381 habitantes.
El nombre del barrio proviene del Mercado Central de Valencia, ubicado en el barrio.

## Historia

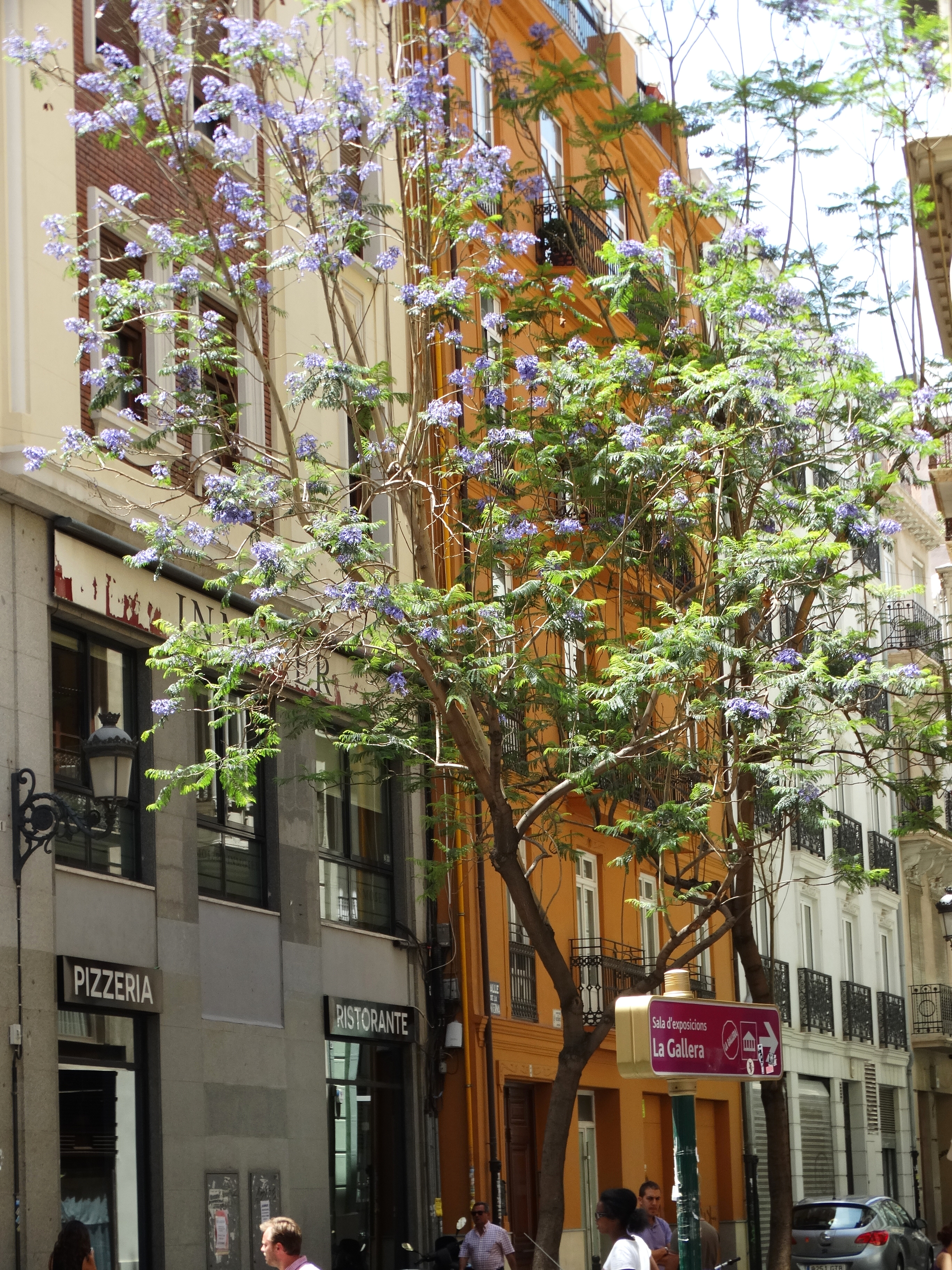
Calles del barrio del Mercado.

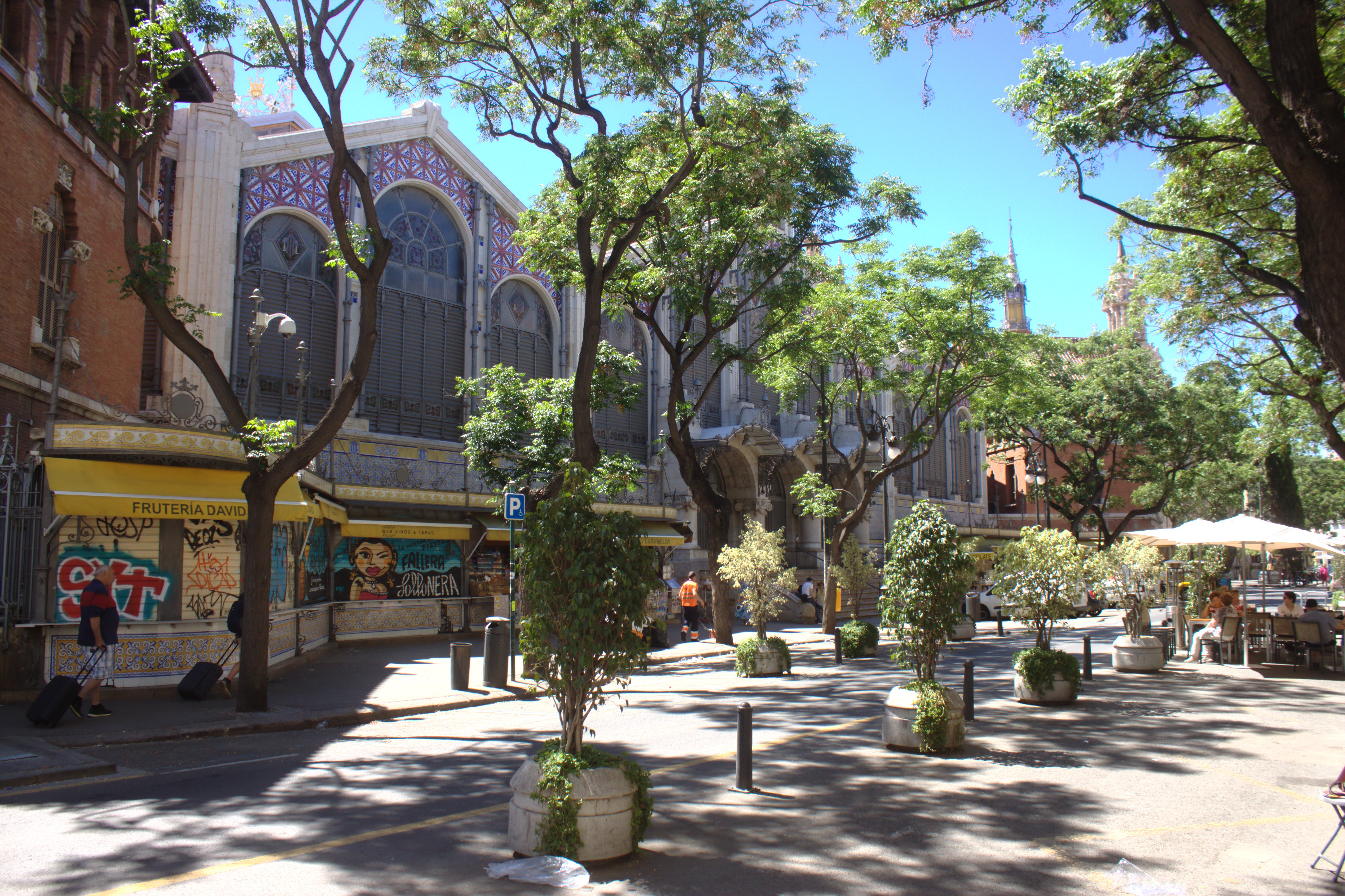
Vista de la plaza del Mercado.

La plaza del Mercado en 1855.

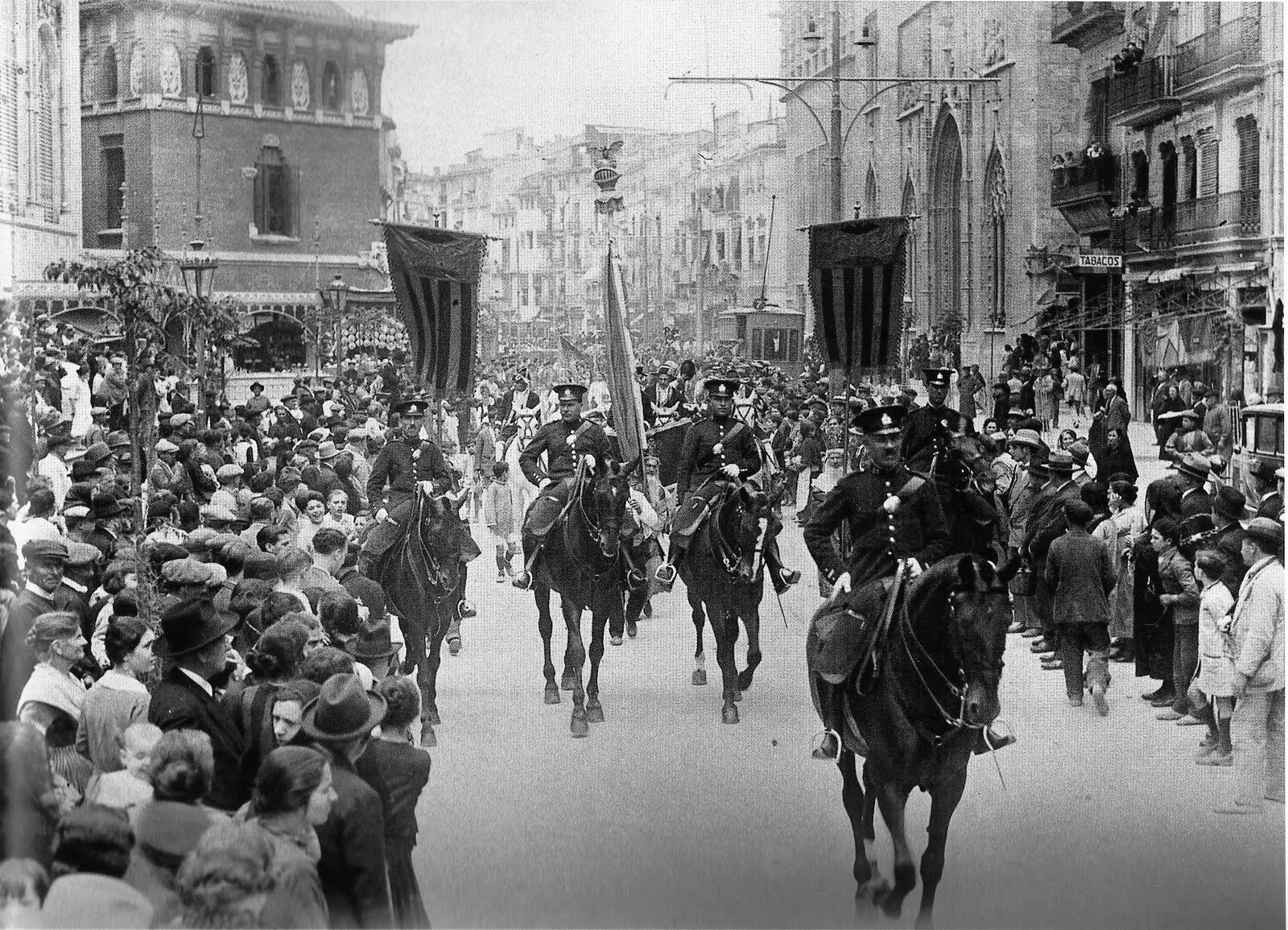
Un procesión en 1930 el barrio del Mercado para la fiesta del Corpus Christi.

Hasta mediados del siglo XIV era un arrabal extramuros de la muralla árabe de Valencia. La construcción en 1356 de la nueva muralla de Pedro IV el Ceremonioso lo incluyó dentro de la ciudad murada, produciéndose entonces una densificación de la población, como ocurrió también en el barrio de Velluters. El barrio fue configurándose a través de una serie de hitos arquitectónicos, el primero de los cuales fue la Lonja de la Seda (siglo XV), siendo el siguiente la iglesia de los Santos Juanes (entre el siglo XIV y el XVIII). Ésta, poseía en sus bajos unos porches donde se ubicaban puestos de venta, reforzando todavía más la función de mercado, el más importante de la ciudad. Fue la construcción del Mercado Central, a principios del siglo XX, en el solar del antiguo convento de la Magdalena, lo que le dio la definitiva configuración comercial al barrio. En las primeras décadas del siglo XX se realizó la que constituyó, en términos urbanísticos, la operación más radical que ha afectado al barrio: la apertura de la avenida del Oeste. La desvinculación que a consecuencia de la misma tuvo el barrio del Mercado de otros, como Velluters, supuso el inicio de un proceso de degradación para ambos del que todavía la zona no ha conseguido recuperarse.